# Phyllanthus schliebenii
Phyllanthus schliebenii är en emblikaväxtart som beskrevs av Rudolf Mansfeld och Radcl.-sm.. Phyllanthus schliebenii ingår i släktet Phyllanthus och familjen emblikaväxter. Inga underarter finns listade i Catalogue of Life.